# São José dos Campos (tiểu vùng)
São José dos Campos là một tiểu vùng thuộc bang São Paulo, Brasil. Tiều vùng này có diện tích 4046 km², dân số năm 2007 là 1232035 người.